# Glimepirida
A glimepirida é um antidiabético pertecente ao grupo das sulfoniluréias.